# Federico Moncada
Federico Moncada Moncada, barone di Tortorici (... – 1561), è stato un nobile e militare italiano del XVI secolo.

## Biografia
Figlio quartogenito di Guglielmo Raimondo, conte di Adernò, e di Contessella Moncada Esfar dei conti di Caltanissetta, nel 1513 sposò la nobildonna Agnese Pollicino, baronessa di Bauso, Calvaruso, Mauroianni, Monforte, Rocca, Samperi, Saponara e Tortorici, da cui ebbe i figli Guglielmo († 1542) e Girolamo († 1593).
Nel 1516, fu a Palermo con il fratello maggiore Antonio dove sedò le rivolte contro il viceré Ugo di Moncada, scoppiate in quell'anno in Sicilia, rivolte che interessarono anche i suoi feudi, a cominciare da Tortorici. In quello stesso periodo, guerreggiò in Calabria e a Napoli nelle guerre tra Francesi e Spagnoli per il dominio sulla penisola, al servizio dei secondi. Nel 1527, il Moncada fu eletto capitano di cinquanta soldati di cavalleria leggera, e nel 1531 in qualità di capitano d'armi nel Val Demone, si occupò dell'edificazione del Castello di Milazzo.
Nel 1534, alla morte della consorte, ereditò tutti i suoi feudi e titoli, divenendone titolare. Morì nel 1561.

### Matrimoni e discendenza
Federico Moncada, barone di Tortorici, si unì in matrimonio per tre volte ed ebbe robusta discendenza. Dalla prima moglie Agnese Pollicino Castagna ebbe due figli, Guglielmo e Girolamo; dalla seconda moglie Laura Beccadelli di Bologna ebbe due figli, Ferrante e Arcangela; dalla terza moglie Eufrosina Lombarda ebbe i figli Carlo, Giovanni Antonio e Ugo Raimondo.

## Linee derivate dal Barone di Tortorici
Attraverso i discendenti di Federico Moncada si formarono, in ordine cronologico, i rami principeschi di Calvaruso (1628), di Monforte (1628), di Larderia (1690) e di Castelbianco (1744), dei quali attualmente soltanto uno è ancora fiorente, quello di Monforte.
|                                |                                |                                                                               |                                                                               |                         |                         |                  |                                                                |                                                                |                                                                                           |                                                                                           |                                                                                   |                                                     | |                               |                     |                    |                               |                               |                                               |                                               |
|                                |                                |                                                                               |                                                                               |                         |                         |                  |                                                                |                                                                |                                                                                           |                                                                                           |                                                                                   |                                                     | Federico, XI barone di Tortorici († 1561) I Agnese Pollicino, baronessa di Tortorici, II Laura Beccadelli di Bologna, III Eufrosina Lombarda |                               |                     |                    |                               |                               |                                               |                                               |
|                                |                                |                                                                               |                                                                               |                         |                         |                  |                                                                |                                                                |                                                                                           |                                                                                           |                                                                                   |                                                     | |                               |                     |                    |                               |                               |                                               |                                               |
|                                |                                |                                                                               |                                                                               |                         |                         |                  |                                                                |                                                                |                                                                                           |                                                                                           |                                                                                   |                                                     | |                               |                     |                    |                               |                               |                                               |                                               |
|                                |                                |                                                                               |                                                                               |                         |                         |                  | I Guglielmo († 1542) Fiordiligi Imbarbaro dei baroni dell'Alia | I Guglielmo († 1542) Fiordiligi Imbarbaro dei baroni dell'Alia | I Girolamo, XII barone di Tortorici († 1593) Vincenza Scirotta dei baroni di Montevago    | I Girolamo, XII barone di Tortorici († 1593) Vincenza Scirotta dei baroni di Montevago    | II Ferrante († 1611) Caterina Beccadelli di Bologna                               | II Ferrante († 1611) Caterina Beccadelli di Bologna | II Arcangela, monaca († 1604) | II Arcangela, monaca († 1604) | III Carlo (1545-?)  | III Carlo (1545-?) | III Giovanni Antonio (1548-?) | III Giovanni Antonio (1548-?) | III Ugo Raimondo († 1688) Melchiorra Speciale | III Ugo Raimondo († 1688) Melchiorra Speciale |
|                                |                                |                                                                               |                                                                               |                         |                         |                  |                                                                |                                                                |                                                                                           |                                                                                           |                                                                                   |                                                     | |                               |                     |                    |                               |                               |                                               |                                               |
|                                |                                |                                                                               |                                                                               |                         |                         |                  |                                                                |                                                                |                                                                                           |                                                                                           |                                                                                   |                                                     | |                               |                     |                    |                               |                               |                                               |                                               |
|                                |                                |                                                                               |                                                                               |                         |                         |                  |                                                                |                                                                | Federico, XIII barone di Tortorici (1547-1611) Eufrosina Settimo dei baroni di Giarratana | Federico, XIII barone di Tortorici (1547-1611) Eufrosina Settimo dei baroni di Giarratana | Laura                                                                             | Laura                                               | |                               |                     |                    |                               |                               | (con discendenza)                             | (con discendenza)                             |
|                                |                                |                                                                               |                                                                               |                         |                         |                  |                                                                |                                                                |                                                                                           |                                                                                           |                                                                                   |                                                     | |                               |                     |                    |                               |                               |                                               |                                               |
|                                |                                |                                                                               |                                                                               |                         |                         |                  |                                                                |                                                                |                                                                                           |                                                                                           |                                                                                   |                                                     | |                               |                     |                    |                               |                               |                                               |                                               |
| Girolamo, canonico (1571-1649) | Girolamo, canonico (1571-1649) | Pietro, XIV barone di Tortorici (?-?) Vittoria Saccano dei baroni di Monforte | Pietro, XIV barone di Tortorici (?-?) Vittoria Saccano dei baroni di Monforte | Giacomo (1572-1605 ca.) | Giacomo (1572-1605 ca.) | Gaspare (1573-?) | Gaspare (1573-?)                                               | Tommaso (1574-1577)                                            | Tommaso (1574-1577)                                                                       | Francesco, barone di Calvaruso (1575-1604) Eleonora Gaetani dei baroni di Sortino         | Francesco, barone di Calvaruso (1575-1604) Eleonora Gaetani dei baroni di Sortino | Giovanni Vincenzo (1576-1626)                       | Giovanni Vincenzo (1576-1626) | Mariano (1578-1591)           | Mariano (1578-1591) | Vincenza († 1598)  | Vincenza († 1598)             | Anna Maria, monaca († 1642)   | Anna Maria, monaca († 1642)                   |                                               |
|                                |                                |                                                                               |                                                                               |                         |                         |                  |                                                                |                                                                |                                                                                           |                                                                                           |                                                                                   |                                                     | |                               |                     |                    |                               |                               |                                               |                                               |
|                                |                                |                                                                               |                                                                               |                         |                         |                  |                                                                |                                                                |                                                                                           |                                                                                           |                                                                                   |                                                     | |                               |                     |                    |                               |                               |                                               |                                               |
|                                |                                | Rami dei principi di Calvaruso, di Monforte, di Larderia e di Castelbianco ·  | Rami dei principi di Calvaruso, di Monforte, di Larderia e di Castelbianco ·  |                         |                         |                  |                                                                |                                                                | Vincenza (1591-?) Giuseppe Antonio Spadafora, barone di Venetico                          | Vincenza (1591-?) Giuseppe Antonio Spadafora, barone di Venetico                          | Girolamo (1592-?)                                                                 | Girolamo (1592-?)                                   | |                               |                     |                    |                               |                               |                                               |                                               |